# Lijst van Franse hogecommissarissen van Indochina
Dit is een lijst met de Franse hogecommissarissen in Frans Indochina, zij waren de hoogste vertegenwoordigers van het Franse gezag over het gebied vanaf 1945. Onder hen waren in de verschillende gebieden commissarissen aangewezen. Voor zover bekend zijn de jaartallen vermeld: 
- 14 augustus 1945 - 27 maart 1947, Georges Thierry d'Argenlieu
- 27 maart 1947 - 11 oktober 1948, Émile Bollaert
- 20 oktober 1948 - 6 december 1950, Léon Pignon
- 6 december 1950 - 11 januari 1952, Jean de Lattre de Tassigny
- 1 april 1952 - 28 juli 1953, Jean Letourneau
- 28 juli 1953 - 10 april 1954, Maurice Dejean
- 10 april 1954 - april 1955, Paul Ély
- april 1955 - 21 juli 1956, Henri Hoppenot